# American Sports Story
 (avril 2024).
American Sports Story est une série télévisée anthologique sportive américaine créée par Stu Zicherman et dont la diffusion est prévue à partir du 17 septembre 2024 sur FX et sur la plateforme de streaming Hulu aux États-Unis. Dans les pays francophones, la série est diffusée sur Disney+.
Produite par Ryan Murphy et Brad Falchuk, il s'agit de la quatrième série de l'anthologie American Story (en), diffusée sur la chaîne FX. Une cinquième série, American Love Story, est également prévue.

## Synopsis
La première saison raconte l'ascension et la chute du joueur de football américain Aaron Hernandez.

## Distribution

### Acteurs principaux
- Josh Andrés Rivera (VF : Oscar Douieb) : Aaron Hernandez
  - Leyson Andreck (VF : Antoine Escallon) : Aaron, adolescent
- Jaylen Barron (VF : Mélissa Berard) : Shayanna Jenkins
- Lindsay Mendez (VF : Marie-Laure Dougnac) : Tanya Singleton
- Ean Castellanos (VF : Simon Koukissa-Barney) : DJ Hernandez
- Tammy Blanchard (VF : Nayéli Forest) : Terri Hernandez
- Vincent Laresca (VF : Marc Saez) : Dennis Hernandez

### Acteurs récurrents
- Patrick Schwarzenegger (VF : Romain Altché) : Tim Tebow
- Tony Yazbeck (VF : Julien Sibre) : Urban Meyer
- Jake Cannavale (VF : Matthieu Albertini) : Chris
- Kalama Epstein (VF : Gabriel Bismuth-Bienaimé) : Dennis Sansoucie
- Catfish Jean (VF : Yves Letzelter) : Ernest « Bo » Wallace
- Thomas Sadoski (VF : Guillaume Lebon) : Brian Murphy
- Roland Buck III (VF : Adrien Larmande) : Alexander « Sherrod » Bradley
- Norbert Leo Butz (VF : David Krüger) : Bill Belichick
- Kwadarrius Smith : Deion Branch
- Laith Wallschleger (VF : Nicolas Duquenoy) : Rob Gronkowski

 Source et légende : version française (VF) sur RS Doublage

## Production
Le 3 avril 2023, la production débute dans l'État du New Jersey. Cependant à la suite de la grève des scénaristes, la production est suspendue en juillet 2023 et a donc repris en décembre 2023.

### Développement
En Aout 2021, la chaîne FX annonce en même temps que la reconduction d'American Horror Stories, la production d'une nouvelle série limitée American Sports Story.
Le premier volet est basé sur le podcast Gladiator : Aaron Hernandez and Football Inc. du Boston Globe et Wondery et se concentrera sur l'ascension et la chute de l'ancien joueur de la NFL Aaron Hernandez.
Le 9 juillet 2024, la chaine FX annonce que la diffusion débutera le 17 septembre 2024 aux États-Unis.

### Casting
Le 3 novembre  2023, il est annoncé que l'acteur Josh Andrés Rivera et Patrick Schwarzenegger ont été choisit pour jouer les personnages principaux de la série, l'acteur Josh Andrés Rivera jouera le rôle d'Aaron Hernandez et Patrick Schwarzenegger dans le rôle de Tim Tebow, l'un des plus grands amis Lindsay Mendez.
Il est également annoncé que la comédienne Lindsay Mendez jouera le rôle de Tanya Singleton, la cousine d'Aaron Hernandez. L'acteurs Jack Cannavale et Catfish Jean rejoignent également le casting principal. 

### Fiche technique
Sauf indication contraire, les informations mentionnées dans cette section peuvent être confirmées par la base de données cinématographiques IMDb,  présente dans la section « Liens externes ».
- Titre original et français : American Sports Story
- Création : Stu Zicherman
- Réalisation : Paris Barclay, Steven Canals, Carl Franklin, Maggie Kiley, Jennifer Lynch et Michael Uppendahl
- Scénario : Stu Zicherman, Domonique Foxworth, Hadi Nicholas Deeb, Ryan Farley, Chelsey Lora, Lee Edward Colston, Matthew Hodgson, Stacey McCormack, Liz Tuccillo et Tracey Scott Wilson
- Direction artistique : Angelica Borrero
- Décors : Henriette Vittadini
- Costumes : Jennifer Chapman, Jenel Cota, Aliana Galan, Gabriel Guevara, Veundja Katuuo et Jaclyn McCoubrey
- Photographie : Elie Smolkin et Greta Zozula
- Montage : Travis Weaver, Geofrey Hildrew, Hye Mee Na, Danielle Wang et Jordan Bracewell
- Musique : Ken Sluiter, Amanda Krieg Thomas, Neha Gandhi, David Klotz et Anna Romanoff
- Casting : Courtney Bright et Nicole Daniels
- Production : Ryan Murphy et Brad Falchuk et Stu Zicherman
  - Production exécutive : Ryan Murphy, Brad Falchuk, Stu Zicherman, Nina Jacobson, Brad Simpson, Alexis Martin Woodall, Eric Kovtun, Hernán López, Marshall Lewy, Linda Pizutti Henry et Ira Naples
- Société(s) de production : Brad Falchuk Teley-Vision, Ryan Murphy Television, 20th Century Fox et FXP
- Société(s) de distribution : 
  -  États-Unis : FX
  -  Mondial : Disney+ Star
- Pays d'origine :  États-Unis
- Langue originale : anglais
- Format :
- Genre : drame
- Durée : entre 40 et 60 minutes
- Classification :
  - États-Unis :  TV-MA (Interdit aux moins de 17 ans)
  - France : 18+ sur Disney+

## Episodes
La première saison est composée de dix épisodes diffusée du 17 septembre 2024 au 12 novembre 2024 sur FX.
1. La réussite, ça se mérite (If It's to Be)
2. De lourdes conséquences (Consequences, with Extreme Prejudice)
3. Démons intérieurs (Pray the Gay Away)
4. Joyeux anniversaire (Birthday Money)
5. Le boss (The Man)
6. Herald Street (Herald Street)
7. Douleur atroce (Dirty Pain)
8. La fête des pères (Odin)
9. Laissés pour compte (What's Left Behind)
10. Qui a tué Aaron Hernandez (Who Killed Aaron Hernandez ?)